# Pompierre-sur-Doubs
Pompierre-sur-Doubs è un comune francese di 325 abitanti situato nel dipartimento del Doubs nella regione della Borgogna-Franca Contea.

## Società

### Evoluzione demografica
Abitanti censiti